# Grand Prix Formule 1 van Canada 1991

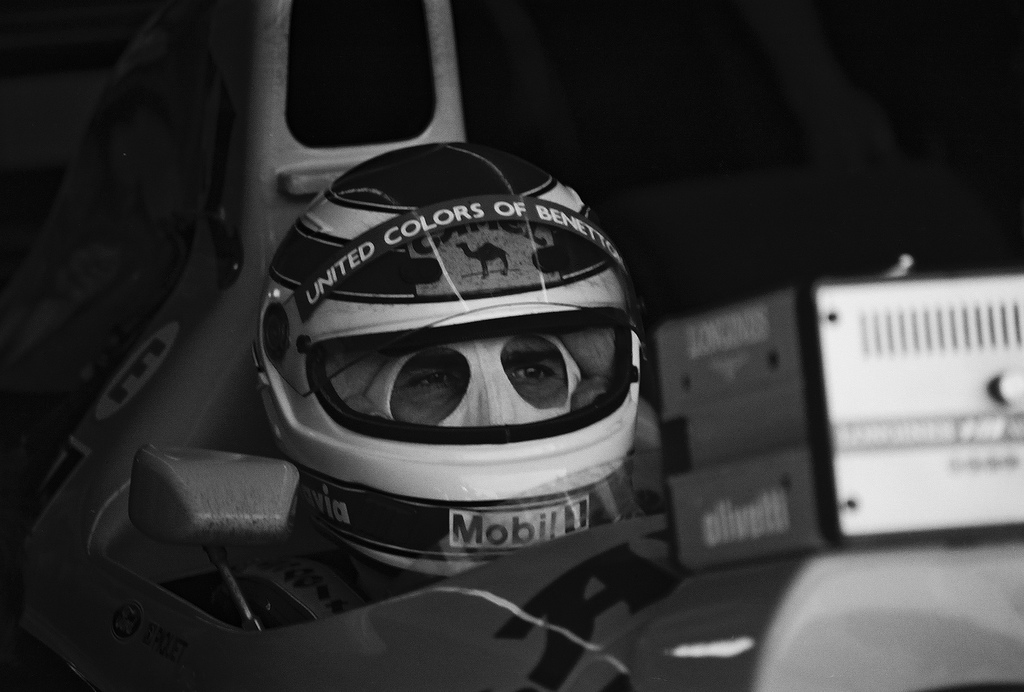
Voor de vijfde achtereenvolgende maal in 1991 won een Braziliaanse coureur een Grand Prix; ditmaal was het echter niet Ayrton Senna, maar Nelson Piquet.

De Grand Prix Formule 1 van Canada 1991 werd gehouden op 2 juni 1991 in Montreal.

## Verslag
Nigel Mansell verloor de eerste plaats in de laatste ronde, officieus omdat hij zijn motor per ongeluk had afgezet, terwijl hij zwaaide, officieel vanwege van een fout in de programmatie van de software van de versnellingsbak. Omwille van deze vreemde opgave kon Nelson Piquet de laatste overwinning in zijn Formule 1-carrière behalen. Het was ook Pirelli's laatste overwinning tot hun terugkeer in 2011.

## Uitslag
| Positie | Nummer | Rijder             | Team                          | Ronden | Tijd/Opgave         | Startplaats | Punten |
| ------- | ------ | ------------------ | ----------------------------- | ------ | ------------------- | ----------- | ------ |
| 1       | 20     | Nelson Piquet      | Benetton-Ford                 | 69     | 1:38:51.490         | 8           | 10     |
| 2       | 4      | Stefano Modena     | Tyrrell-Honda                 | 69     | + 31.832            | 9           | 6      |
| 3       | 6      | Riccardo Patrese   | Williams-Renault              | 69     | + 42.217            | 1           | 4      |
| 4       | 33     | Andrea de Cesaris  | Jordan-Ford                   | 69     | + 1:20.210          | 11          | 3      |
| 5       | 32     | Bertrand Gachot    | Jordan-Ford                   | 69     | + 1:22.351          | 14          | 2      |
| 6       | 5      | Nigel Mansell      | Williams-Renault              | 68     | Elektrisch probleem | 2           | 1      |
| 7       | 23     | Pierluigi Martini  | Minardi-Ferrari               | 68     | + 1 Ronde           | 18          |        |
| 8       | 26     | Érik Comas         | Ligier-Lamborghini            | 68     | + 1 Ronde           | 26          |        |
| 9       | 21     | Emanuele Pirro     | Dallara-Judd                  | 68     | + 1 Ronde           | 10          |        |
| 10      | 3      | Satoru Nakajima    | Tyrrell-Honda                 | 67     | + 2 Rondes          | 12          |        |
| NF      | 15     | Mauricio Gugelmin  | Leyton House-Ilmor            | 61     | Motor               | 23          |        |
| NF      | 22     | Jyrki Järvilehto   | Dallara-Judd                  | 50     | Motor               | 17          |        |
| NF      | 10     | Stefan Johansson   | Arrows-Porsche                | 48     | Gaspedaal           | 25          |        |
| NF      | 16     | Ivan Capelli       | Leyton House-Ilmor            | 42     | Motor               | 13          |        |
| NF      | 28     | Jean Alesi         | Ferrari                       | 34     | Motor               | 7           |        |
| NF      | 29     | Eric Bernard       | Lola-Ford                     | 29     | Versnellingsbak     | 19          |        |
| NF      | 27     | Alain Prost        | Ferrari                       | 27     | Versnellingsbak     | 4           |        |
| NF      | 25     | Thierry Boutsen    | Ligier-Lamborghini            | 27     | Motor               | 16          |        |
| NF      | 1      | Ayrton Senna       | McLaren-Honda                 | 25     | Alternator          | 3           |        |
| NF      | 11     | Mika Häkkinen      | Lotus-Judd                    | 21     | Spin                | 24          |        |
| NF      | 7      | Martin Brundle     | Brabham-Yamaha                | 21     | Motor               | 20          |        |
| NF      | 24     | Gianni Morbidelli  | Minardi-Ferrari               | 20     | Spin                | 15          |        |
| NF      | 19     | Roberto Moreno     | Benetton-Ford                 | 10     | Ophanging           | 5           |        |
| NF      | 2      | Gerhard Berger     | McLaren-Honda                 | 4      | Injectie            | 6           |        |
| NF      | 30     | Aguri Suzuki       | Lola-Ford                     | 3      | Brandstoflek        | 22          |        |
| NF      | 9      | Michele Alboreto   | Arrows-Porsche                | 2      | Gaspedaal           | 21          |        |
| NQ      | 18     | Fabrizio Barbazza  | AGS-Ford                      |        |                     |             |        |
| NQ      | 17     | Gabriele Tarquini  | AGS-Ford                      |        |                     |             |        |
| NQ      | 8      | Mark Blundell      | Brabham-Yamaha                |        |                     |             |        |
| NQ      | 12     | Johnny Herbert     | Lotus-Judd                    |        |                     |             |        |
| PQ      | 14     | Olivier Grouillard | Fondmetal-Ford                |        |                     |             |        |
| PQ      | 34     | Nicola Larini      | Modena Lamborgini-Lamborghini |        |                     |             |        |
| PQ      | 35     | Eric van de Poele  | Modena Lamborgini-Lamborghini |        |                     |             |        |
| PQ      | 31     | Pedro Chaves       | Coloni-Ford                   |        |                     |             |        |

## Wetenswaardigheden
- Williams veroverde de hele eerste startrij in de kwalificatie.
- Ayrton Senna moest voor de eerste keer in het seizoen opgeven.
- Jordan behaalde de eerste punten.
- Johnny Herbert verving Julian Bailey bij Lotus.
- Stefan Johansson verving Alex Caffi bij Footwork.
- Rondes als raceleider: Nigel Mansell (1-69) en Nelson Piquet (70).[1]

## Statistieken
| Pole-position | Riccardo Patrese | Williams-Renault | 1:19.837 |
| Snelste ronde | Nigel Mansell    | Williams-Renault | 1:22.385 |

## Noot
- Dit was de derde overwinning van de Grote Prijs van Canada voor Nelson Piquet, en zou zijn 23ste en laatste Grand Prix-winst zijn. Hiermee vestigde hij een nieuw record en verbrak hij het oude record van Jacky Ickx (2), gevestigd tijdens de Grote Prijs van Canada van 1970.

1967 · 1968 · 1969 · 1970 · 1971 · 1972 · 1973 · 1974 · 1976 · 1977 · 1978 · 1979 · 1980 · 1981 · 1982 · 1983 · 1984 · 1985 · 1986 · 1988 · 1989 · 1990 · 1991 · 1992 · 1993 · 1994 · 1995 · 1996 · 1997 · 1998 · 1999 · 2000 · 2001 · 2002 · 2003 · 2004 · 2005 · 2006 · 2007 · 2008 · 2010 · 2011 · 2012 · 2013 · 2014 · 2015 · 2016 · 2017 · 2018 · 2019 · 2022 · 2023 · 2024 · 2025 · 2026 · 2027 · 2028 · 2029